# Oogrijm
Oogrijm noemt men wel rijm dat op het oog wel rijmt, maar in klank niet. Het begrip komt uit het Engels, waar slaughter niet rijmt op laughter.
- Jantje dat kleine guitje
speelt  met vaders pijp-etuitje.
- Door de avond die sneeuw, die droomenval...
o, 'k dwaal nu door een wonderrijk -
wellicht dat je niet komen zal,
maar juist dat is zoo wonderlijk.
(A. Roland Holst)